# Gennagyij Ivanovics Padalka

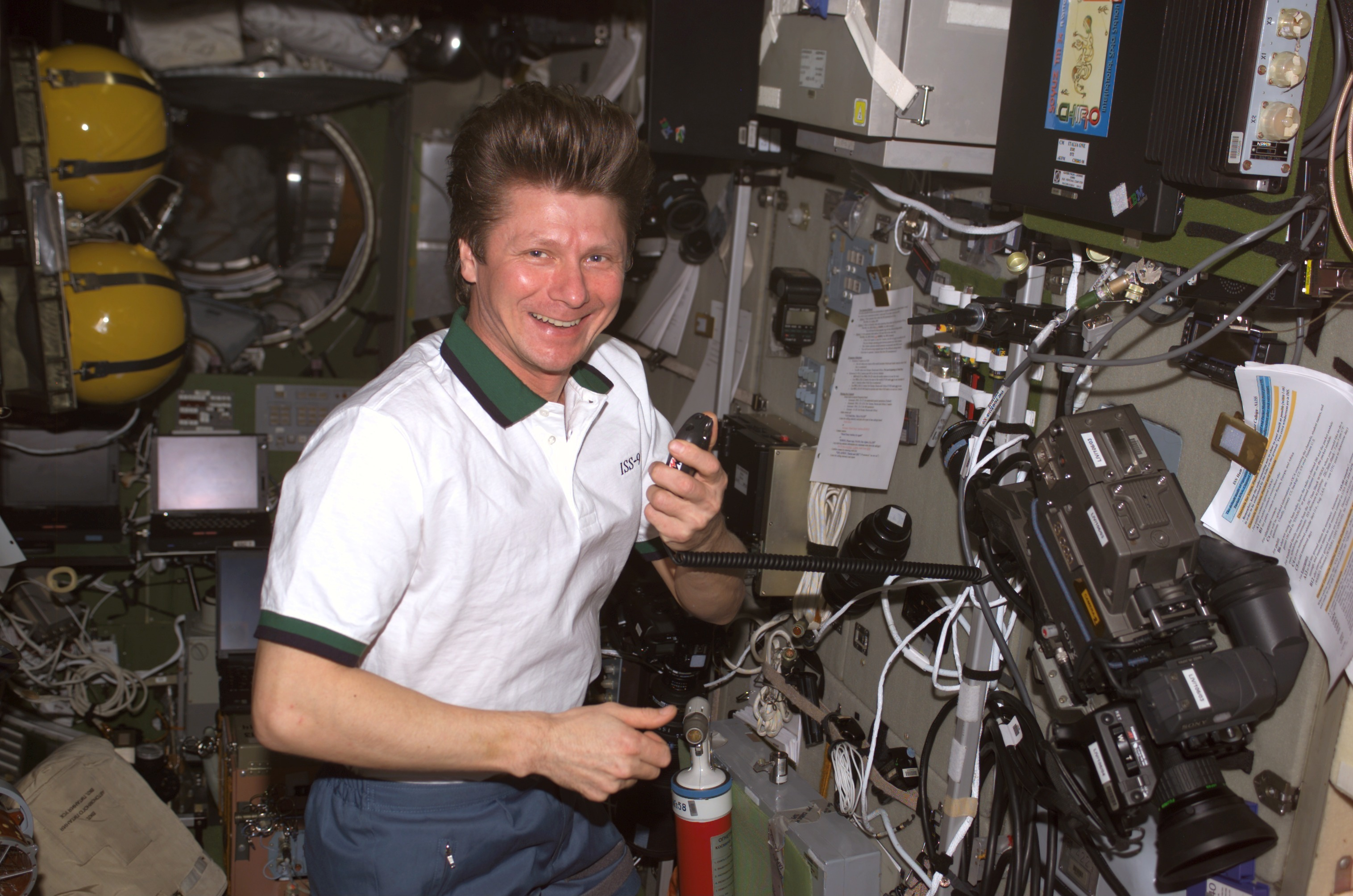
Padalka a 9. expedíció parancsnokaként a Nemzetközi Űrállomás Zvezda moduljában.

Gennagyij Ivanovics Padalka (oroszul: Геннадий Ива́нович Па́далка) (Krasznodar, 1958. június 21.–) szovjet/orosz mérnök-pilóta, űrhajós, ezredes.

## Életpálya
1979-ben mérnök-pilóta oklevelet szerzett a Katonai Repülő Iskolán (VVAUL). A katonaságnál  taktikai vadászbombázót vezetett, állomáshelye előbb a Német Demokratikus Köztársaság, majd az orosz Távol-keleti katonai körzet területén volt. Volt pilóta, vezető pilóta, csoportvezető pilóta. Több típusú repülőgépen szolgált (L–29, MiG–15 UTI, MiG–17, Szu–7B, Szu–7BM,) Levegőben töltött ideje több mint 1200 óra, ejtőernyős ugrásainak száma több mint 300. 1994-ben a Nemzetközi Központ oktatási Karán (UNESCO) környezetvédelmi mérnök oklevelet szerzett.
1989. január 25-től részesült űrhajóskiképzésben. Küldetései során összesen 879 napot töltött a világűrben (Szergej Konsztantyinovics Krikaljov 803 napos korábbi rekordját megdöntve). 2009-ben nyugállományba helyezték.

## Űrrepülések
- Szojuz TM–28 (1998. augusztus 13-ától – 1999. február 28-ig) küldetésparancsnok. Első hosszú távú űrszolgálata alatt összesen 198 napot, 16 órát, 31 percet és 19 másodpercet töltött a világűrben.  Egy űrséta (kutatás, szerelés) alatt összesen 5 órát és 30 percet töltött az űrállomáson kívül. Nyomáskörülmények között (űrruhában) 30 percet dolgozott.
- Szojuz TMA–4 (2004. április 19-től – október 24-ig) parancsnok. Második hosszú távú űrszolgálata alatt összesen 187 napot, 21 órát, 16 percet és 9 másodpercet töltött a világűrben. Az első űrsétát (kutatás, szerelés) 13 perc után félbe kellett szakítani. A második űrsétája 5 óra 40 percig, a harmadik 5 óra 21 percig tartott. Nyomáskörülmények között (űrruhában) 4 óra és 30 percet dolgozott.
- Szojuz TMA–14 (2009. március 26-ától – október 11-ig) parancsnok. Harmadik hosszú távú űrszolgálata alatt összesen 198 napot, 16 órát, 42 percet és 25 másodpercet töltött a világűrben. Az első űrsétája (kutatás, szerelés) 4 óra 54 percig, a második 12 percig tartott.
- Szojuz TMA–04M (2012. május 15-től – szeptember 17-ig) űrállomás specialista. Negyedik hosszú távú űrszolgálata alatt összesen 124 napot, 23 órát, 51 percet és 30 másodpercet töltött a világűrben.
- Szojuz TMA–16M (2015. március 27-től – szeptember 12-ig) A 43. expedíció űrállomás specialistája és a 44. expedíció parancsnoka. 2015. június végére az egyik űrsétája után rekorder lett, ő lett az az ember, aki a világon a legtöbb időt töltötte az űrben (879 napot).[7] Ötödik hosszú távú űrszolgálata alatt összesen 168 napot, 5 órát és 9 percet töltött a világűrben.

| No. | Küldetés       | Beosztás   | Repülés éve | Repülés időtartama       |
| --- | -------------- | ---------- | ----------- | ------------------------ |
| 1   | Szojuz TM–28   | parancsnok | 1998/1999   | 198 nap, 16 óra, 31 perc |
| 2   | Szojuz TMA–4   | parancsnok | 2004        | 187 nap, 21 óra, 17 perc |
| 3   | Szojuz TMA–14  | parancsnok | 2009        | 198 nap, 16 óra, 42 perc |
| 4   | Szojuz TMA–04M | parancsnok | 2012        | 124 nap, 23 óra, 52 perc |
| 5   | Szojuz TMA–16M | parancsnok | 2015        | 168 nap, 5 óra, 9 perc   |

### Tartalék személyzet
- Szojuz TM–26 parancsnok
- STS–108 a Columbia űrrepülőgép 27. repülése – űrállomás specialista parancsnok,
- Szojuz TM–34 parancsnok
- Szojuz TMA–13 parancsnok
- Szojuz TMA–22 parancsnok

## Kitüntetések
- Megkapta az Arany Csillag kitüntetést. Emlékére a Hold túlsó oldalán krátert neveztek el róla.